# گرترود بل

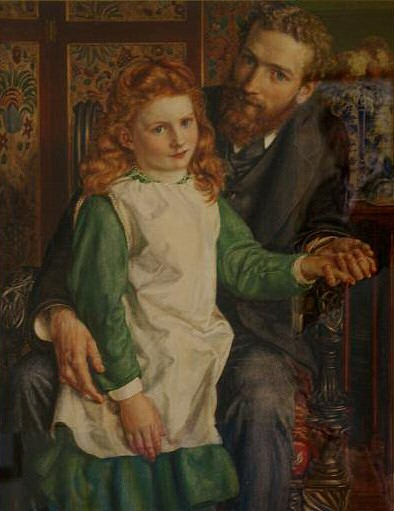
گرترود بل در ۸ سالگی در کنار پدرش. نقاشی رنگ روغن، ۱۸۷۶

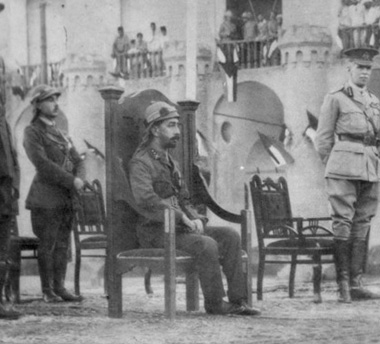
تاج گذاری فیصل اول، نخستین پادشاه عراق

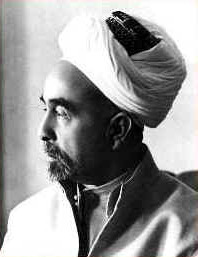
عبدالله اول، برادر فیصل اول، نخستین پادشاه اردن هاشمی

گرترود بل، با نام کامل (به انگلیسی: Gertrude Margaret Lowthian Bell)، معروف به «مادر عراق»، زاده ۱۴ ژوئیه ۱۸۶۸، در کانتی دورهام انگلستان، درگذشته ۱۲ ژوئیه ۱۹۲۶ در بغداد، مشاور سیاسی، کوه‌نورد، جهانگرد، کاوشگر در رشته‌های تاریخ و باستان‌شناسی بود ولی در عین حال از زبده‌ترین و کارآمدترین مأموران «سازمان اطلاعات و امنیت خارجی بریتانیا» (SIS) در زمان خود، به ویژه در دوران جنگ جهانی اول محسوب می‌شد. بل در سال ۱۹۱۷ بخاطر خدمات بزرگی که در راه میهن خود انجام داده بود نشان امپراتوری بریتانیا را که یک رتبه شوالیه‌گری است دریافت کرد.

## دوران کودکی و جوانی
گرترود بل در خانواده‌ای ثروتمند به دنیا آمد. او مادر خود «ماری شیلد» را در سه سالگی بخاطر مرگ سر زایمان برادرش از دست داد. پدر او در دانشگاه سوربن پاریس شیمی و در آلمان شیمی آلی و ریاضی تحصیل کرده بود و به مرور زمان مدیریت شرکت‌های تولیدی پدر خود را به‌دست گرفت. او به موازات کار خود در بخش امور سیاست، فرهنگ و بهداشت نیز فعال بود و سیاست‌مداری لیبرال محسوب می‌شد. پدر بزرگ گرترود بل «Isaac Lowthian Bell» در دهه ۱۸۷۰میلادی تقریباً یک سوم آهن و فولاد بریتانیا را در کارخانه‌های خود تولید می‌کرد. خانواده بل با توماس هنری هاکسلی، چارلز داروین، جان راسکین و این قبیل بزرگان معاشرت داشت و این یکی از دلایل بلوغ زودرس ذهنی گرترود گشت. پدر گرترود او را در سال ۱۸۸۶ در دانشگاه آکسفورد (کالج Lady Margaret Hall) ثبت نام کرد و او توانست با چند دختر دیگر و همراهی یک خانم «محافظ اخلاق و آداب» در کلاس‌های دانشگاه شرکت کند. او در سال ۱۸۸۸ کمی قبل از بیستمین سالگرد تولدش، به عنوان اولین زن، تحصیل خود را در رشته تاریخ با بهترین نمره به پایان رساند ولی دانشگاه طبق قانون به او، چون او یک زن بود، مدرک پایان تحصیلی نداد (آکسفورد از سال ۱۹۲۰ یعنی تقریباً ۱۳۰۰ خورشیدی زنان را برابر مردها شناخت). پدر و مادر ناتنی گرترود طبق روال رایج انگلستان او را پس از بازگشت از اولین سفرهایش به شرق (بخارست و استامبول)، طی مراسمی به دربار سلطنتی معرفی کردند تا او بتواند در صورت لزوم روزی به خدمت دربار «مفتخر» شود (استخدام در بخش‌های حساس دولتی).

## فعالیت‌ها
گرترود بل در ابتدا جاسوسی ساده بود و بیشتر در امور کسب اطلاعات و گزارش دادن فعال بود، ولی به مرور زمان و کسب تجربه لازم، پیشرفت بزرگی کرد و توانست به موازات لورنس عربستان، سرنوشت سازترین عملیات «کشور سازی» و «کشور زایی» را در خاور میانه انجام دهد. بل و توماس ادوارد لورنس (لورنس عربستان) توانستند با برنامه‌ای دقیق، قبیله‌های عرب را برای دوره کوتاهی متحد کرده و علیه دولت عثمانی به شورش وادارند. در حقیقت می‌توان گفت که بل در رتق و فتق خاک بازمانده از امپراتوری عثمانی، به‌خصوص در غرب ایران حرف اول را زد. او مشاور اصلی «ملک فیصل اول» بود. گرترود بل توانست با مهارت فراوان سران قبایل مختلف منطقه را با «روش‌های ویژه» راضی نگهدارد و در برابر خدمات ایشان، آن‌ها را «صاحب کشور» نمود. در این باره می‌توان کشورهای نو بنیاد سوریه جدید، عراق، اردن هاشمی (پادشاه‌های عراق و اردن دو برادر بودند: فیصل اول و عبدالله اول) و کویت را برشمرد که الزاماً در به وجود آمدن مرزهای جدید عربستان نقش بازی کرده‌اند. تنها کشوری که مرزهایش در آن منطقه تغییر نکردند ایران بود. مرزها همان ماندند که ایران و عثمانی تعیین کرده بودند. یکی از اشتباهات چشمگیر گرترود بل در تقسیم خاک عثمانی، منطقه بی‌طرفی محسوب می‌شود که در سه کنج مرزهای عراق، عربستان و کویت به جا ماند و منابع نفتی بسیار بزرگی دارد. منطقه‌ای که انگلیسی‌ها توجه ویژه به آن داشتند. به روایتی، افسر انگلیسی مسئول نقشه‌کشی در آن شب مست بوده و درکشیدن مرز بین عراق و کویت در روی نقشه بی‌توجهی کرده. بعدها بل ادعا کرد که این منطقه بی‌طرف ویژه حفاظت کویت در برابر حمله‌های عراق و عربستان بوده.
کردها به دفعات گلایه نزد بل بردند و خواهان خاک مستقل شدند ولی او به ایشان اعتماد نکرد. گذشته از این، انگلیس‌ها نمی‌خواستند ایران و ترکیه را علیه خود وارد میدان کنند. رک به مستند: گرترود بل بزرگ‌ترین دشمن کردها و گرترود بل، دختر عربستان یا ملکه صحرا

## مأموریت تهران
در سال ۱۸۹۳ بل مأموریت یافت به عنوان مشاور سفیر به مدت شش ماه به ایران رفته، اوضاع سیاسی، اقتصادی و اجتماعی ایران را بررسی و گزارش تهیه کند. او در پاییز ۱۸۹۲ شروع به آموختن زبان فارسی کرد و طبق روال رایج، طی دوره‌هایی با فرهنگ ایران آشنا شد و نهایتاً در بهار ۱۸۹۳ به همراهی خاله ناتنی خود به نام «Mary Lascelles» راهی تهران شد. در آن زمان «Frank Lascelles» (شوهر خاله ناتنی او / شوهر همسفر گرترود بل) سفیر انگلستان در دربار ناصرالدین شاه بود. بل در تهران روابط عمیقی با شرق‌شناس و کنسول آلمان «فریدریش روزن» و همسر او بر قرار نمود و این دو برای بل بهترین آموزگار در رابطه با شناخت ایران بودند. از همین راه بل توانست زبان عربی را نیز بیاموزد. بل در خاطراتش می‌نویسد که علاقه بسیاری به فرهنگ و طبیعت ایران پیدا کرده… او می‌گوید من هرگز نمی‌دانستم کویر چیست و چه شکل دارد. تا اینکه روزی خود را در وسط کویری خشک یافتم… یکباره رودخانه‌ای با آبی خنک پیدا شد که در کنار آن آبادی چون بهشت قرار داشت… پر از گل‌های رُز، درختان سبز پر از میوه و خانه‌هایی شبیه خانه‌های افسانه‌های دوران کودکی… طی اقامت در ایران، بل برای اولین بار در زندگی دل به مردی باخت. او یکی از کارمندان سفارت انگلیس، شازده‌ای به نام «هنری کدوگن»، مردی بسیار دانا و باهوش بود. پدر و مادر گرترود با این رابطه مخالفت کردند زیرا پدر او در حال ورشکستگی بود و خودش نیز طی قماربازی‌های کلان بدهکاری سنگینی به بار آورده بود.
گرترود بل شیفته شاعران ایرانی، به‌خصوص حافظ بود و پس از بازگشت به لندن کتابی نوشت به نام «Persian Pictures» که با ترجمه بسیار ظریفی از اشعار حافظ آغاز می‌شود. کتاب دیگر بل در رابطه با ایران، گزیده غزل‌های حافظ (The Hafez Poems of Gertrude Bell) است که هنوز تجدید چاپ می‌شود. او چند بار به شیراز و یک بار به کرمان و اصفهان سفر کرد.
بل که اطلاعات سیاسی، اقتصادی و فرهنگی جامعی دربارهٔ ایران جمع‌آوری گرده بود، پس از شش ماه، در نیمه دوم سال ۱۸۹۳جهت تسلیم گزارش، به لندن بازگشت. او چند ماه در انتظار دلداده‌اش «هنری کدوگن» در لندن گذراند و عاقبت تلگرافی از تهران دریافت کرد مبنی بر اینکه او در یک حادثه اسب سواری داخل رودخانه‌ای پرتاب شده و در اثر سینه‌پهلو درگذشته است. (ر ک: "دختر کویر. داستان گرترود بل")

## مرگ
بل از سال ۱۹۲۵ از ناخوشی پلورزی رنج می‌برد و در اواخر عمر روحیه‌ای نسبتاً پریشان داشت. شاید او به همین خاطر در تاریخ ۱۲ ژوئیه ۱۹۲۶ در سن ۵۸ سالگی در بغداد دست به خودکشی زد و در همان شهر (به گفته خود او: وطن دومش) در گورستان ارتش انگلیس دفن شد.

## جستار شخصیت‌های مشابه
آن لمبتون
توماس ادوارد لورنس (لورنس عربستان)